# 네사우알코요틀

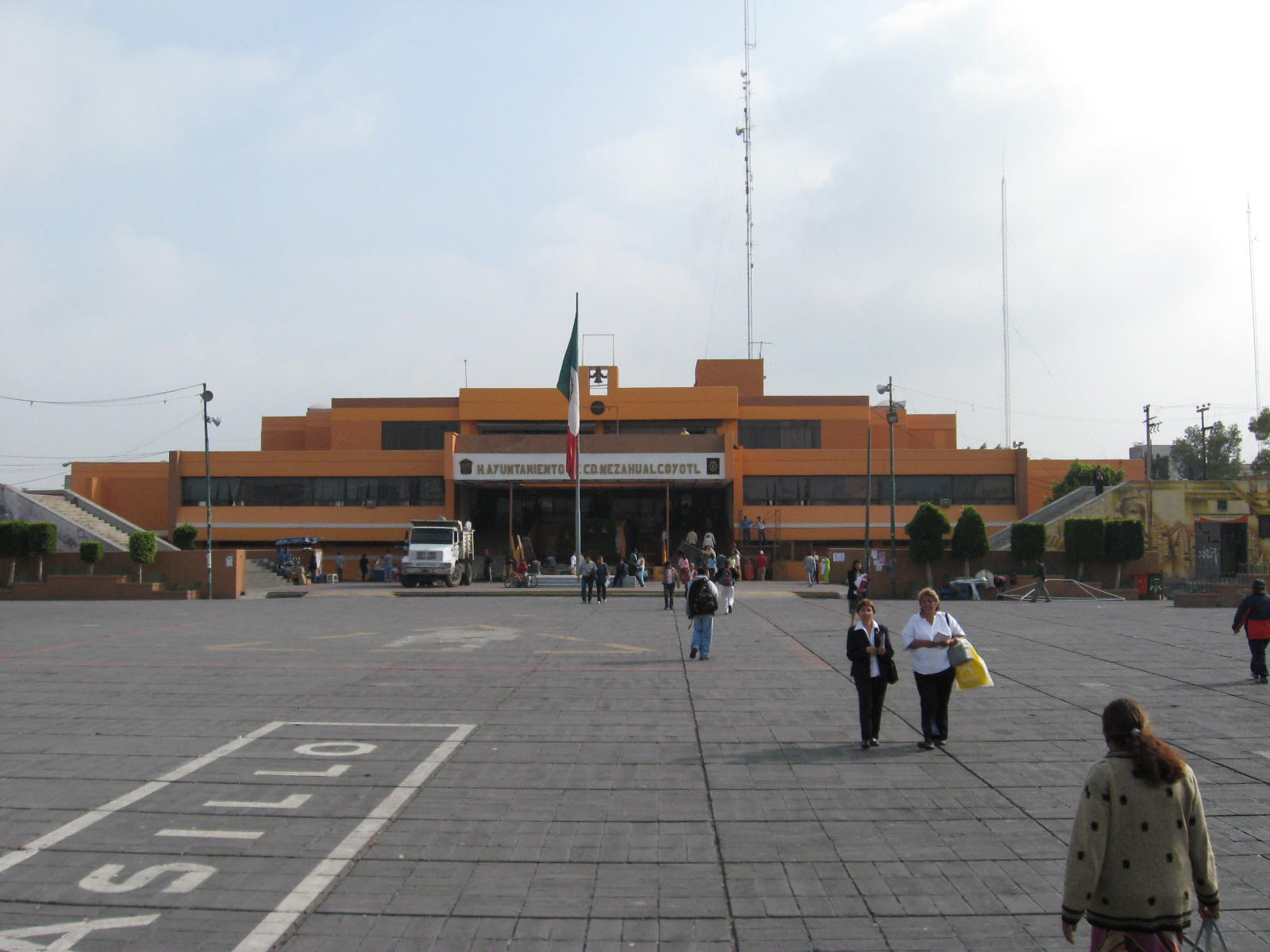

시우다드네사우알코요틀(스페인어: Ciudad Nezahualcóyotl)은 멕시코 멕시코주에 있는 도시이다.